# NK Sloga Nova Gradiška
NK Sloga je nogometni klub iz Nove Gradiške.
U sezoni 2021./22. se natječe u 3. HNL – Istok.